# Gerónimo Mezzina
Gerónimo Mezzina  (Buenos Aires, Argentina; 16 de septiembre de 1950) es un exfutbolista argentino que jugaba de arquero. Su último club fue San Telmo.
En Berazategui, donde Mezzina disputó 204 encuentros, debutó en el primer partido de la historia de la institución. Fue el 27 de marzo de 1976, en el 1 a 1 frente a San Martín de Burzaco en el 
Estadio Lorenzo Arandilla en Adrogué. En el Torneo de Primera D en 1976, que consagró con el ascenso a Berazategui, fue titular indiscutido.

## Clubes
| Club        | País      | Año         |
| ----------- | --------- | ----------- |
| Berazategui | Argentina | 1976 - 1983 |
| San Telmo   | Argentina | 1985        |

## Logros
| Título              | Club        | País      | Año  |
| ------------------- | ----------- | --------- | ---- |
| Ascenso a Primera C | Berazategui | Argentina | 1976 |